# Р-ФОН
Р-ФОН — российский смартфон компании АО «Рутек», представленный в декабре 2023 года. Работает под управлением российской ОС на основе ядра Linux, РОСА Мобайл, созданной в НТЦ ИТ РОСА.

## История
18 декабря 2023 года в Москве состоялась презентация смартфона. На презентация было объявлено, что в продажу устройство поступит в 2024 году, по цене не превышающий 40 тыс. руб. На первом этапе смартфон будет доступен только корпоративным клиентам. Предзаказ на «Р-Фон» можно было оформить с 18 декабря.
В марте 2025 для смартфона «Р-Фон» вышла 2 версия ОС Rosa Mobile. Был улучшен интерфейс, обновлен эмулятор Android, а также добавлены новые функции.

## Особенности
Поверхностный монтаж плат Р-ФОНа, его заводская прошивка операционной системой РОСА Мобайл и полный выпуск смартфона, по утверждениям государственной компании НТЦ ИТ РОСА, стартовал 11 сентября в России на мощностях АО «Рутек» в Саранске. А чтобы конфиденциальность данных пользователей была максимальной, то есть смартфон был защищен от шпионских атак на данные пользователей, инженеры НТЦ ИТ РОСА сами пишут драйверы для всех аппаратных компонентов смартфона. Компания заявляет об усиленной защите от кибершпионажа и называет телефон «антишпионским».

## Характеристики
Основные характеристики:
- 6,7-дюймовый AMOLED-дисплей с защитным стеклом Gorilla Glass;
- MediaTek Helio G99;
- Оперативная память 8 Гб;
- Встроенная память 128 Гб;
- Основная камера 50 Мп;
- Батарея 5000 мАч;
- Слот на две SIM-карты;
- Датчик отпечатка пальца;
- Wi-Fi;
- NFC;
- Bluetooth.

## Экосистема
РОСА Диск — облачный сервис, с помощью которого пользователи Р-ФОНа на платформе РОСА Мобайл смогут автоматически синхронизировать файлы между устройствами. При этом пользователи сами смогут указывать папки, которые захотят синхронизировать с облаком.
Сервис будет реализован в виде приложения для операционных систем РОСА Мобайл, РОСА Хром, РОСА Фреш и РОСА Кобальт. Также с сервисом можно будет работать в десктопной и мобильной веб-версии на любой операционной системе, включая Windows и Mac.
Для хранения своих файлов пользователям будет доступно до 10 Гб, а в случае необходимости они смогут приобрести дополнительное место.
РОСА Маркет — Собственный магазин приложений предоставляет доступ к доверенным сервисам. Из него пользователи скачивают, обновляют и удаляют уже установленные приложения.
РОСА Коннект — Корпоративная коммуникационная платформа, которая разворачивается на инфраструктуре клиента. Интегрируется с РОСА Мессенджер, благодаря чему сотрудники компании в одном клиенте могут созваниваться и переписываться как с коллегами, так и с любыми интернет-пользователями.